# آزمایش خرگوش
آزمایش خرگوش (انگلیسی: Rabbit test) یا آزمایش فریدمن یک آزمایش بارداری قدیمی بود که در سال ۱۹۳۱ توسط موریس فریدمن و ماکسول ادوارد لافام در دانشگاه پنسیلوانیا ابداع شد.

## آزمایش
هورمون گنادوتروپین جفتی انسانی (hCG) در دوران بارداری تولید می‌شود و در ادرار و خون زن باردار یافت شود. این هورمون نشان‌دهنده وجود یک تخمک بارورشدهٔ کاشته‌شده در رحم است. پیش‌تر یک آزمایش دیگر موسوم به «آزمایش AZ» توسط زلمار آشهایم و برنهارت تسوندک توسعه داده شده بود. هنگامی که ادرار یک زن در ماه‌های اولیه بارداری به موش‌های ماده نابالغ تزریق می‌شد، تخمدان‌های آنها بزرگ شده و بلوغ فولیکولی را نشان می‌داد. این آزمایش با میزان خطای کمتر از ۲ درصد قابل اعتماد در نظر گرفته شد. آزمایش فریدمن و لافام اساساً مشابه «آزمایش AZ» است، اما به‌جای موش از خرگوش استفاده می‌کند. چند روز پس از تزریق، حیوان تشریح می‌شود و اندازه تخمدان‌های او بررسی می‌شود.
آزمایش خرگوش به یک سنجش زیستی (آزمایش مبتنی بر حیوان) برای تست بارداری تبدیل شد. اصطلاح «آزمایش خرگوش» نخستین بار در سال ۱۹۴۹ ثبت شد و منشأ تعبیر و اعتقاد رایج «خرگوش مُرد» برای مثبت بودن تست بارداری شد. این عبارت در واقع بر اساس یک تصور غلط رایج در مورد آزمایش خرگوش که اگر تست بارداری خانمی مثبت شود، مفهومش آن است که خرگوشی در اثر تزریق ادرار آن خانم باردار کشته شده است. البته بسیاری از مردم تصور می‌کردند که خرگوش مورد آزمایش، تنها در صورتی می‌میرد که زن باردار باشد، در حالی که در واقع تمام خرگوش‌های مورد استفاده برای آزمایش می‌مردند، زیرا برای بررسی تخمدان‌ها باید کشته و تشریح می‌شدند.
یک جایگزین دیگر برای آزمایش خرگوش، معروف به «آزمایش هاگبن»، از قورباغه پنجه‌دار آفریقایی استفاده می‌کرد و بدون نیاز به کالبدشکافی حیوان به نتیجه رسید. آزمایش‌های بارداری مدرن بر اساس سنجش هورمون گنادوتروپین جفتی انسانی در خون یا ادرار انجام می‌شوند و دیگر نیازی به استفاده از حیوان زنده نیست.